# Aiwa

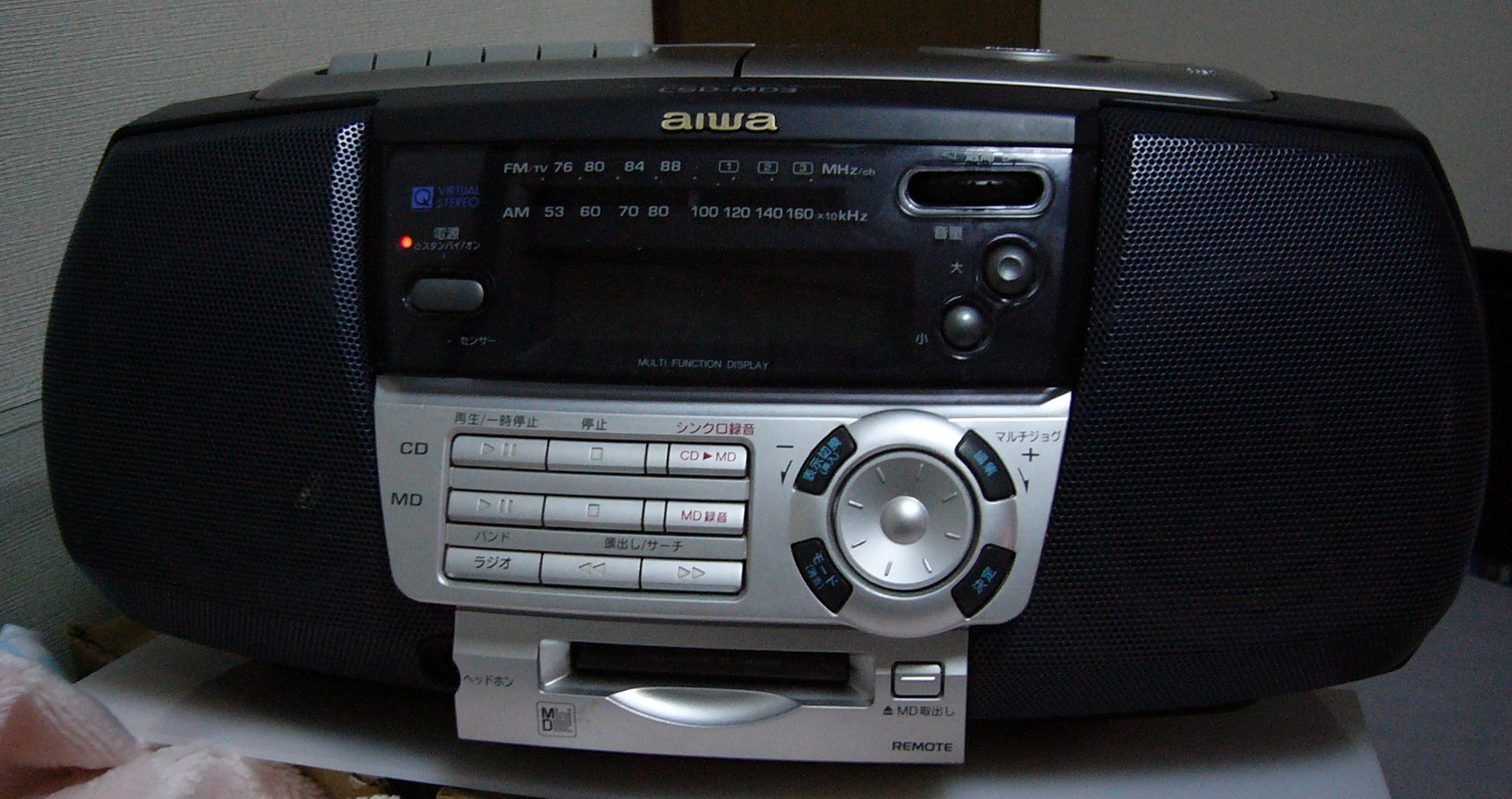
Магнітофон від Aiwa.

Aiwa - айва (яп. アイワ від арабського نعم: що означає «так») — публічна компанія, зареєстрована в Японії 1951 року, займалася виробництвом аудіо-відео техніки. З 2002 року власником цього бренду стає корпорація Sony.
Бренд Aiwa набув надзвичайної популярності на Близькому Сході, компанія стала найвідомішим аудіо-відео виробником у цьому регіоні її популярність була вищою аніж у Sony. Власне, це і спонукало Sony придбати бренд Aiwa для збільшення своєї долі ринку виробництва аудіо-відео продукції на Близькому Сході. У Китаї, компанія набула популярності під брендом Aika (вимовляється Ai Hua); там надзвичайним успіхом користувалися стереофонічні навушники під цим брендом.

## Історія

### Рання історія
Історія виникнення компанії Aiwa дещо нез'ясована. У червні 1951 року компанія Love Xing засновує компанію AIKO Denki Sangyo Co., Ltd. зі спеціалізацією на розробці і випуску мікрофонів. У червні 1958 року компанія випускає акції і поширює їх у позабіржовій мережі дилерів з торгівлі цінними паперами. У жовтні компанія змінює свою назву і стає Aiwa Co., Ltd. Наступного року відкривається новий завод компанії в Уцуномії. Акції цього підприємства в жовтні 1961 року компанія розміщує на другій секції Токійської фондової біржі. Важливим моментом в історії компанії Aiwa Co., Ltd. є 1964 рік. У лютому цього року компанія випускає перший в Японії касетний магнітофон TP-707. Касетні магнітофони, плеєри і деки стають основними продуктами компанії до кінця 1970-х років. У лютому 1967 року відкривається новий завод Aiwa в Іваті. А через два роки (у 1969 році) інша японська компанія Sony здобуває контрольний пакет акцій Aiwa Co., Ltd. Після цього Aiwa стає дочірньою компанією Sony Corporation. Але, попри це, Aiwa продовжувала функціонувати як незалежна компанія і її акції продовжували торгуватися на Токійської фондової біржі.
У 1970-х роках Aiwa виходить на міжнародний ринок. Наприкінці 1970 року компанія створює в Гонконзі спільне підприємство Aiwa/Dransfield & Co., Ltd. Після цього метою Aiwa стає Близький Схід. В 1973 році створюється ще одне спільне підприємство компанії Aiwa під назвою Aiwa Sales & Service Co., розташоване в Лівані. Цей крок був своєчасним і далекоглядним, оскільки нафтова криза, яка розпочалася в 1970-х роках привела до рецесії економік Європи і США, а ринок на Близькому Сході пішов на підйом. До середини 1970-х років близько 30 % ринку магнітофонів на Близькому Сході займала продукція компанії Aiwa. Продовженням розвитку компанії на закордонній арені стало відкриття в 1974 році нового заводу Aiwa в Сінгапурі. А наступного року було відкрито другий завод компанії в Уцуномії, що отримав назву «Північний» (попередній завод відповідно отримав назву «Південний»). Акції цього заводу були розміщені на першій секції Токійської фондової біржі.
Однак до кінця 1970-х років зі збільшенням політичної нестабільності на Близькому Сході привабливість цього ринку почала падати і Aiwa вирішує розширити свою присутність на ринках Європи і Північної Америки. З 1976 року по 1979 рік Aiwa Co., Ltd. створює свої дочірні компанії у Великій Британії, Німеччині і З'єднаних Державах Америки. До 1980 року частка експорту в Європу і США збільшується до 65 % від усього обсягу експортованої продукції (на початок 1970 року експорт в цьому напрямі становив близько 50 %). У другій половині 1970-х років Aiwa значно розширюється лінійку своєї продукції за рахунок моноблочних музичних центрів зі стереосистемами, що поєднують в собі радіоприймач, магнітофон, електрофон, підсилювач і динаміки, мають невеликі розміри, при цьому залишаючи високим якість звуку і потужність; так само компанія починає вбудовувати в техніку що випускається невеликі цифрові дисплеї. За 1979 фінансовий рік Aiwa Co., Ltd. отримала чистий прибуток 244 мільйони єн (1 мільйон доларів), дохід з продажу склав 38,5 мільярда єн (157 800 000 доларів).
У середині 1980-х років Aiwa виставила на продаж найсучасніший за мірками того часу магнітофон TP-S30, що являв собою компактний переносний однокасетний плеєр—диктофон. Для успішного просування нових товарів в Європі і США Aiwa приймає рішення про перенесення частини виробництв в ці регіони. Першим етапом стало відкриття у вересні 1980 року заводу компанії в Південному Уельсі (Велика Британія).